# زمین‌لرزه‌های ۱۹۸۹ چین
در روز ۱۸ اکتبر ۱۹۸۹ دو زمین‌لرزه مهم در چین روی داد.

## زمین‌لرزه ساعت ۱۴:۵۷:۲۲
زمین‌لرزه چین  در تاریخ ۱۸ اکتبر ۱۹۸۹ میلادی، برابر با ‎۲۶ مهر ۱۳۶۸، ساعت ۱۴:۵۷:۲۲ به زمان یوتی‌سی در چین رخ داد. ژرفای این زلزله ۵٫۶ کیلومتر بود، و بزرگی آن ۵٫۴ در مقیاس Mw اعلام شده‌است. زمین‌لرزه به وقت محلی در روز چهارشنبه، ساعت ۲۲ روی داده و منطقه زمانی آن یوتی‌سی +۸ بوده‌است .
سازمان زمین‌شناسی آمریکا نیز رومرکز این زمین‌لرزه را در مختصات ۳۹°۵۳′۳۵″شمالی ۱۱۳°۵۳′۰۲″شرقی / ۳۹٫۸۹۳°شمالی ۱۱۳٫۸۸۴°شرقی و ژرفای آنرا در ۱۰ کیلومتر گزارش کرده‌است. بزرگی برگزیدهٔ این سازمان از میان بزرگیهای محاسبه‌شدهٔ مختلف ۵٫۳ در مقیاس Ms بوده و از دید اثر، در میان چهار دسته‌بندی «نامحسوس»، «محسوس»، «زیان‌آور» یا «با تلفات»، زلزله را «با تلفات» اعلام کرده‌است.
پروژهٔ «تنسور گشتاور مرکزوار» زاویه‌های (راستا، شیب، ریک) گسل سازندهٔ زمین‌لرزه و صفحه عمود بر آنرا (°۲۰۴، °۷۶، °۱۷۶-) یا (°۱۱۳، °۸۶، °۱۴-) و نوع گسل را «امتدادلغز» فرارسانده‌است.
شمار کشتگان زلزله حدود ۲۹ نفر بوده‌است.تعداد زخمیان ۳۴ نفر برآورده شده‌است.بی‌خانمان شدگان نیز ۵۵۰۰۰ نفر اعلام شده‌است.

## زمین‌لرزهٔ ساعت ۱۷:۰۱:۳۴
زمین‌لرزهٔ دیگری در همان روز و تقریباً همان محل در ساعت ۱۷:۰۱:۳۴ به زمان یوتی‌سی رخ داد. ژرفای این زلزله ۴٫۵ کیلومتر بود، و بزرگی آن ۵٫۶ در مقیاس Mw اعلام شده‌است. زمین‌لرزه به وقت محلی در ساعت ۱ روی داد.
سازمان زمین‌شناسی آمریکا نیز رومرکز این زمین‌لرزه را در مختصات ۳۹°۵۹′۰۶″شمالی ۱۱۳°۵۹′۲۴″شرقی / ۳۹٫۹۸۵°شمالی ۱۱۳٫۹۹°شرقی و ژرفای آنرا در ۱۰ کیلومتر گزارش کرده‌است. بزرگی برگزیدهٔ این سازمان از میان بزرگیهای محاسبه‌شدهٔ مختلف ۵٫۶ در مقیاس Ms بوده و از دید اثر، در میان چهار دسته‌بندی «نامحسوس»، «محسوس»، «زیان‌آور» یا «با تلفات»، زلزله را «محسوس» اعلام کرده‌است.
پروژهٔ «تنسور گشتاور مرکزوار» زاویه‌های (راستا، شیب، ریک) گسل سازندهٔ زمین‌لرزه و صفحه عمود بر آنرا (°۲۰۰، °۷۵، °۱۷۵-) یا (°۱۰۹، °۸۵، °۱۵-) و نوع گسل را «امتدادلغز» فرارسانده‌است.
یک منبع ۱۷ مرگ و ۱۴۵ زخمی را در این زمین‌لرزه گزارش کرده است.